# Svante Lech

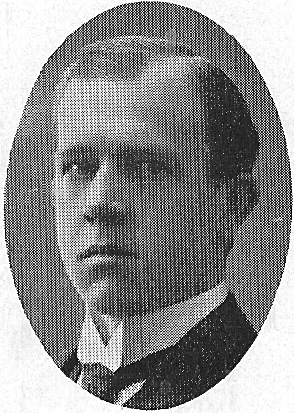
Svante Lech

Per Svante Lech, född 31 maj 1886 i Ekeby församling, Malmöhus län, död 23 november 1968 i Trelleborg, var en svensk arkitekt.
Lech, som var son till folkskollärare Olof Lech och Elisabeth Persson Båth, avlade examen vid tekniska elementarskolan i Malmö 1904 och var anställd hos stadsarkitekt Salomon Sörensen i Malmö 1904–1909. Han avlade examen vid Chalmers tekniska läroanstalt 1912 och vid Kungliga Tekniska högskolan 1913. Han var anställd hos arkitekt Theodor Kellgren i Stockholm 1913–1914, hos professor Hans Hedlund i Göteborg 1914–1915, hos arkitekt Arvid Bjerke i Göteborg 1915–1916 och bedrev egen arkitektverksamhet från 1916. 
Lech utförde bland annat skolbyggnader, sparbanker, ålderdomshem och andra offentliga byggnader samt restaurerade Ekeby kyrka 1931 och 1935. Han var sekreterare och kamrer i Ekeby Sparbank från 1916. Han tilldelades Pro Patrias stora guldmedalj.